# Harvard Negotiation Project
Das Harvard Negotiation Project ist ein Forschungsprojekt der Harvard-Universität, das sich zum Ziel gesetzt hat, verbesserte Verhandlungstechniken zu untersuchen, weiterzuentwickeln und zu verbreiten.
Das Projekt ist Teil des Program on Negotiation der Harvard Law School, einem Gremium von Wissenschaftlern der Harvard University, des MIT, der Hardin–Simmons University und der Tufts University zur Verbesserung des Konfliktmanagements.
1979 von Roger Fisher und seinen Studenten an der Harvard Law School ins Leben gerufen, war Fisher von 1980 an Leiter des Projekts.

## Aktivitäten
Das Projekt entwickelt lösungsorientierte Verhandlungstechniken für Experten, Hochschulabsolventen, Studenten und High-School-Absolventen. Es bietet als Teil des Ausbildungsprogramms für Juristen an der Harvard Law School jährlich zwei einwöchige Kurse in Verhandlungsführung an. Ziel des Harvard-Prinzips ist es, Sach- und Beziehungsebene zu trennen, Interessen auszugleichen und Entscheidungsalternativen unter Verwendung neutraler Beurteilungskriterien zu suchen, um so einen Gewinn für alle Beteiligten (Win-Win-Situation) zu schaffen. Programme in Europa werden von Egger, Philips & Partner in Zürich vermittelt.
Das Projekt hat unter anderem an dem so genannten Ein-Text-Verfahren mitgewirkt, das die Vereinigten Staaten bei den Nahost-Friedensverhandlungen in Camp David im September 1978 anwandten.